# Ілляшівка (Звягельський район)
Ілля́шівка — село в Україні, в Ємільчинській селищній територіальній громаді Звягельського району Житомирської області. Населення становить 70 осіб (2001). До 1939 року — колонія.

## Історія
У 1906 році — колонія Сербівської волості Новоград-Волинського повіту Волинської губернії. Відстань від повітового міста 27 верст, від волості 7. Дворів 82, мешканців 510.
У 1923—54 роках — адміністративний центр Ілляшівської сільської ради Городницького району.
29 березня 2017 року увійшло до складу новоутвореної Ємільчинської селищної територіальної громади Ємільчинського району Житомирської області. Від 19 липня 2020 року, разом з громадою, в складі новоутвореного Новоград-Волинського (згодом — Звягельський) району Житомирської області.